# Michail Ignatov
Michail Aleksandrovitsj Ignatov (Russisch: Михаил Александрович Игнатов; Moskou, 4 mei 2000) is een Russisch voetballer die doorgaans speelt als middenvelder. In juli 2025 verruilde hij Spartak Moskou voor PFK Sotsji.

## Clubcarrière
Ignatov speelde in de jeugdopleiding van CSKA Moskou en in 2015 stapte hij over naar Spartak Moskou. Zijn debuut in het eerste elftal maakte de middenvelder op 20 september 2018, toen in de eerste speelronde van de groepsfase van de UEFA Europa League met 2–0 verloren werd van Rapid Wien door een eigen doelpunt van Artjom Timofejev en een treffer van Thomas Murg. Ignatov begon op de reservebank maar hij mocht van coach Massimo Carrera acht minuten voor tijd invallen voor Timofejev. Op 7 oktober 2018 tekende de middenvelder voor zijn eerste professionele doelpunt. Hij opende twee minuten na rust de score op bezoek bij Jenisej Krasnojarsk, op aangeven van Fernando. Uiteindelijk scoorde Jenisej twee keer tegen en ook Zé Luís en Timofejev maakten een doelpunt. De eindstand was uiteindelijk 2–3 in het voordeel van Spartak. In de zomer van 2025 vertrok hij transfervrij bij Spartak, waarna hij voor drie seizoenen tekende voor PFK Sotsji.

## Clubstatistieken
| Seizoen | Club           | Competitie   | Competitie | Competitie | Beker | Beker | Internationaal | Internationaal | Totaal | Totaal |
| Seizoen | Club           | Competitie   | Wed.       | Dlp.       | Wed.  | Dlp.  | Wed.           | Dlp.           | Wed.   | Dlp.   |
| ------- | -------------- | ------------ | ---------- | ---------- | ----- | ----- | -------------- | -------------- | ------ | ------ |
| 2018/19 | Spartak Moskou | Premjer-Liga | 8          | 1          | 1     | 0     | 3              | 0              | 12     | 1      |
| 2019/20 | Spartak Moskou | Premjer-Liga | 1          | 0          | 0     | 0     | 0              | 0              | 1      | 0      |
| 2020/21 | Spartak Moskou | Premjer-Liga | 2          | 0          | 1     | 0     | —              | —              | 3      | 0      |
| 2021/22 | Spartak Moskou | Premjer-Liga | 24         | 0          | 4     | 0     | 7              | 1              | 35     | 1      |
| 2022/23 | Spartak Moskou | Premjer-Liga | 21         | 2          | 10    | 1     | —              | —              | 31     | 3      |
| 2023/24 | Spartak Moskou | Premjer-Liga | 24         | 2          | 11    | 2     | —              | —              | 35     | 4      |
| 2024/25 | Spartak Moskou | Premjer-Liga | 9          | 0          | 6     | 0     | —              | —              | 15     | 0      |
| 2025/26 | PFK Sotsji     | Premjer-Liga | 0          | 0          | 0     | 0     | —              | —              | 0      | 0      |
| Totaal  | Totaal         | Totaal       | 89         | 5          | 33    | 3     | 10             | 1              | 132    | 9      |

Bijgewerkt op 9 juli 2025.

## Erelijst
| Premjer-Liga        | 1 | 2016/17 |
| Koebok Rossii       | 1 | 2021/22 |
| Soeperkoebok Rossii | 1 | 2017    |